# Waterford (Pensilvania)
Waterford es un borough ubicado en el condado de Erie en el estado estadounidense de Pensilvania. En el año 2000 tenía una población de 1,449 habitantes y una densidad poblacional de 459 personas por km².

## Geografía
Waterford se encuentra ubicado en las coordenadas 41°56′37″N 79°59′2″O / 41.94361, -79.98389

## Demografía
Según la Oficina del Censo en 2000 los ingresos medios por hogar en la localidad eran de $37,875 y los ingresos medios por familia eran $40,368. Los hombres tenían unos ingresos medios de $32,946 frente a los $21,202 para las mujeres. La renta per cápita para la localidad era de $17,135. Alrededor del 7.2% de la población estaba por debajo del umbral de pobreza.